# Bodil Sjöström
Bodil Sjöström, född 1962 i Trollhättan, är en svensk journalist och författare.

## Biografi
Sjöström är född och uppvuxen i Trollhättan och flyttade som ung till Stockholm. Hon har mestadels arbetat som frilansjournalist men också som chefredaktör på Resemagasinet Vagabond, redaktör för tidskriften Ottar och för Megafon som gavs ut av Röda Korsets Ungdomsförbund. På tidningen Vi har hon arbetat som reseredaktör och krönikör. Under 1980-talet var hon med och byggde upp hivorganisationen Noaks Ark, där hon också arbetade 2020 som kommunikatör.
Sjöström tilldelades litteraturpriset Prisma för årets biografi för boken Där kärlek sker. Om HIV, AIDS och vännerna vi förlorade (2024, Weyler förlag). Denna bok var även nominerad till Årets Bok på QX-galan 2025.